# Axel Ornstein
Axel Otto Ornstein, född 24 april 1952 i Boliden, är en svensk schackspelare. Han är sedan 1975 internationell mästare. Han blev Sverigemästare i schack åren 1972, 1973, 1975, 1977, 1984, 1987 och 1988.
Ornstein var under 1970-talet medlem i Kristallens Schackklubb där han blev klubbmästare 1972 och 1973.